# Rancho Palos Verdes
Rancho Palos Verdes est une municipalité située dans le comté de Los Angeles, dans l'État de Californie, aux États-Unis. Selon le Bureau du recensement, elle a une superficie de 35,4 km2, et sa population était de 41 145 habitants en 2000.

## Démographie
| 1980   | 1990   | 2000   | 2010   | - | - |
| ------ | ------ | ------ | ------ | - | - |
| 36 577 | 41 659 | 41 145 | 41 643 | - | - |

## Jumelages
Sakura City (Japon)

## Personnalités
- Lindsay Davenport (1976-), joueuse de tennis, victorieuse de trois tournois du grand chelem et championne olympique.
- Tracy Austin (1962-), joueuse de tennis, victorieuse de deux tournois du grand chelem.